# Alfred Allen (baron Allen de Fallowfield)
Alfred Walter Henry Allen, baron Allen de Fallowfield, (7 juillet 1914 – 14 janvier 1985) est un syndicaliste britannique et gouverneur de la BBC.

## Biographie
Né à Bristol, il fait ses études à l'East Bristol School et travaille ensuite pour la Bristol Co-operative Society jusqu'en 1940, date à laquelle il rejoint la Royal Air Force. Après la fin de la Seconde Guerre mondiale en 1945, Allen quitte l'armée avec le grade de sergent et est choisi comme organisateur régional du Syndicat national des travailleurs de la distribution et des secteurs connexes l'année suivante. À la suite de sa fusion avec le Syndicat des travailleurs des ateliers, de la distribution et des secteurs connexes en 1947, il devient responsable national en 1951. Allen est élu secrétaire général de l'Union en 1962, poste qu'il occupe pendant dix-sept ans jusqu'en 1979. Lors des honneurs d'anniversaire de 1967, il est nommé Commandeur de l'Ordre de l'Empire britannique (CBE).
Allen est membre du conseil général du Congrès des syndicats et en 1974, il en est nommé président. Le 10 juillet de la dernière année, il est créé pair à vie avec le titre de baron Allen de Fallowfield, de Fallowfield, dans le Grand Manchester. En 1977, Allen siège au conseil des gouverneurs de la BBC.
En 1940, il épouse Ruby Millicent Hounsell et ils ont un fils et une fille.